# خوان رامون لوپز مونیز
خوان رامون لوپز مونیز (انگلیسی: Juan Ramón López Muñiz؛ زادهٔ ۲ نوامبر ۱۹۶۸) بازیکن فوتبال اهل اسپانیا است.
از باشگاه‌هایی که در آن بازی کرده‌است می‌توان به باشگاه فوتبال اسپورتینگ خیخون، باشگاه فوتبال رایو وایکانو، و باشگاه فوتبال نومانسیا اشاره کرد.